# Chilton, Oxfordshire
Chilton är en ort och civil parish i Storbritannien.   Den ligger i grevskapet Oxfordshire och riksdelen England, i den södra delen av landet, 80 km väster om huvudstaden London. Chilton ligger 114 meter över havet och antalet invånare är 894.
Terrängen runt Chilton är platt. Runt Chilton är det ganska tätbefolkat, med 199 invånare per kvadratkilometer. Närmaste större samhälle är Didcot, 5,8 km nordost om Chilton. Trakten runt Chilton består till största delen av jordbruksmark.